# Liste des médaillés olympiques en bobsleigh
Cet article présente la liste des médaillés aux Jeux olympiques en bobsleigh. En termes de titres olympiques, les records sont détenus par les Allemands André Lange et Kevin Kuske rejoints par Francesco Friedrich et Thorsten Margis avec quatre médailles d'or. Chez les femmes, la Canadienne devenue Américaine Kaillie Humphries est la plus titrée en totalisant trois médailles d'or.

## Compétitions masculines

### Bob à deux
| Édition                                | Or                                                                                  | Argent                                                        | Bronze                                              |
| -------------------------------------- | ----------------------------------------------------------------------------------- | ------------------------------------------------------------- | --------------------------------------------------- |
| Lake Placid 1932                       | États-Unis Curtis Stevens Hubert Stevens                                            | Suisse Reto Capadrutt Oscar Geier                             | États-Unis John Heaton Robert Minton                |
| Garmisch-Partenkirchen 1936            | États-Unis Ivan Brown Alan Washbond                                                 | Suisse Joseph Beerli Fritz Feierabend                         | États-Unis Gilbert Colgate Richard Lawrence         |
| Saint-Moritz 1948                      | Suisse Felix Endrich Friedrich Waller                                               | Suisse Paul Eberhard Fritz Feierabend                         | États-Unis Schuyler Carron Frederick Fortune        |
| Oslo 1952                              | Allemagne Lorenz Nieberl Andreas Ostler                                             | États-Unis Stanley Benham Patrick Martin                      | Suisse Fritz Feierabend Stephan Waser               |
| Cortina d'Ampezzo 1956                 | Italie Giacomo Conti Lamberto Dalla Costa                                           | Italie Renzo Alverà Eugenio Monti                             | Suisse Max Angst Harry Warburton                    |
| Squaw Valley 1960                      | Non disputée                                                                        | Non disputée                                                  | Non disputée                                        |
| Innsbruck 1964                         | Grande-Bretagne Robin Dixon Tony Nash                                               | Italie Romano Bonagura Sergio Zardini                         | Italie Eugenio Monti Sergio Siorpaes                |
| Grenoble 1968                          | Italie Luciano De Paolis Eugenio Monti                                              | Allemagne de l'Ouest Pepi Bader Horst Floth                   | Roumanie Nicolae Neagoe Ion Panțuru                 |
| Sapporo 1972                           | Allemagne de l'Ouest Peter Utzschneider Wolfgang Zimmerer                           | Allemagne de l'Ouest Pepi Bader Horst Floth                   | Suisse Edy Hubacher Jean Wicki                      |
| Innsbruck 1976                         | Allemagne de l'Est Bernhard Germeshausen Meinhard Nehmer                            | Allemagne de l'Ouest Manfred Schumann Wolfgang Zimmerer       | Suisse Joseph Benz Erich Schärer                    |
| Lake Placid 1980                       | Suisse Joseph Benz Erich Schärer                                                    | Allemagne de l'Est Hans-Jürgen Gerhardt Bernhard Germeshausen | Allemagne de l'Est Bogdan Musiol Meinhard Nehmer    |
| Sarajevo 1984                          | Allemagne de l'Est Wolfgang Hoppe Dietmar Schauerhammer                             | Allemagne de l'Est Bernhard Lehmann Bogdan Musiol             | Union soviétique Vladimir Alexandrov Zintis Ekmanis |
| Calgary 1988                           | Union soviétique Jānis Ķipurs Vladimir Kozlov                                       | Allemagne de l'Est Wolfgang Hoppe Bogdan Musiol               | Allemagne de l'Est Mario Hoyer Bernhard Lehmann     |
| Albertville 1992                       | Suisse Donat Acklin Gustav Weder                                                    | Allemagne Rudi Lochner Markus Zimmermann                      | Allemagne Günther Eger Christoph Langen             |
| Lillehammer 1994                       | Suisse Donat Acklin Gustav Weder                                                    | Suisse Guido Acklin Reto Götschi                              | Italie Günther Huber Stefano Ticci                  |
| Nagano 1998                            | Canada Pierre Lueders David MacEachern Italie Günther Huber Antonio Tartaglia       | -                                                             | Allemagne Christoph Langen Markus Zimmermann        |
| Salt Lake City 2002                    | Allemagne Christoph Langen Markus Zimmermann                                        | Suisse Steve Anderhub Christian Reich                         | Suisse Martin Annen Beat Hefti                      |
| Turin 2006                             | Allemagne Kevin Kuske André Lange                                                   | Canada Lascelles Brown Pierre Lueders                         | Suisse Martin Annen Beat Hefti                      |
| Vancouver 2010 (Résultats détaillés)   | Allemagne Kevin Kuske André Lange                                                   | Allemagne Richard Adjei Thomas Florschütz                     | Russie Aleksey Voyevoda Aleksandr Zubkov            |
| Sotchi 2014 (Résultats détaillés)      | Suisse Beat Hefti Alex Baumann                                                      | États-Unis Steven Holcomb Steven Langton                      | Lettonie Oskars Melbārdis Daumants Dreiskens        |
| Pyeongchang 2018 (Résultats détaillés) | Canada Justin Kripps Alexander Kopacz Allemagne Francesco Friedrich Thorsten Margis | -                                                             | Lettonie Oskars Melbārdis Jānis Strenga             |
| Pékin 2022 (Résultats détaillés)       | Allemagne Francesco Friedrich Thorsten Margis                                       | Allemagne Florian Bauer Johannes Lochner                      | Allemagne Christoph Hafer Matthias Sommer           |

### Bob à quatre
| Édition                                | Or                                                                                          | Argent | Bronze |
| -------------------------------------- | ------------------------------------------------------------------------------------------- | --- | --- |
| Chamonix 1924                          | Suisse Alfred Neveu Eduard Scherrer Alfred Schläppi Heinrich Schläppi                       | Grande-Bretagne Thomas Arnold Ralph Broome Alexander Richardson Rodney Soher                                                        | Belgique René Mortiaux Charles Mulder Paul Van den Broeck Victor Verschueren Henri Willems                                            |
| Saint-Moritz 1928                      | États-Unis Billy Fiske Clifford Gray Geoffrey Mason Richard Parke Nion Tucker               | États-Unis Thomas Doe David Granger Jennison Heaton Lyman Hine Jay O'Brien                                                          | Allemagne Hans Hess Hanns Kilian Sebastian Huber Valentin Krempl Hanns Nägle                                                          |
| Lake Placid 1932                       | États-Unis Edward Eagan Billy Fiske Clifford Gray Jay O'Brien                               | États-Unis Percy Bryant Henry Homburger Edmund Horton Francis Stevens                                                               | Allemagne Hanns Kilian Sebastian Huber Max Ludwig Hans Mehlhorn                                                                       |
| Garmisch-Partenkirchen 1936            | Suisse Joseph Beerli Charles Bouvier Arnold Gartmann Pierre Musy                            | Suisse Hans Aichele Hans Bütikofer Reto Capadrutt Fritz Feierabend                                                                  | Grande-Bretagne James Cardno Guy Dugdale Charles Green Frederick McEvoy                                                               |
| Saint-Moritz 1948                      | États-Unis William D'Amico Patrick Martin Edward Rimkus Francis Tyler                       | Belgique Max Houben Freddy Mansveld Jacques Mouvet Louis-Georges Niels                                                              | États-Unis James Bickford Donald Dupree William Dupree Thomas Hicks                                                                   |
| Oslo 1952                              | Allemagne Franz Kemser Friedrich Kuhn Lorenz Nieberl Andreas Ostler                         | États-Unis James Atkinson Stanley Benham Howard Crossett Patrick Martin                                                             | Suisse André Filippini Fritz Feierabend Albert Madörin Stephan Waser                                                                  |
| Cortina d'Ampezzo 1956                 | Suisse Robert Alt Heinrich Angst Gottfried Diener Franz Kapus                               | Italie Renzo Alverà Ulrico Girardi Renato Mocellini Eugenio Monti                                                                   | États-Unis Charles Butler William Dodge James Lamy Arthur Tyler                                                                       |
| Squaw Valley 1960                      | Non disputée                                                                                | Non disputée | Non disputée |
| Innsbruck 1964                         | Canada Douglas Anakin John Emery Victor Emery Peter Kirby                                   | Autriche Reinhold Durnthaler Adolf Koxeder Josef Nairz Erwin Thaler                                                                 | Italie Eugenio Monti Benito Rigoni Gildo Siorpaes Sergio Siorpaes                                                                     |
| Grenoble 1968                          | Italie Mario Armano Luciano De Paolis Eugenio Monti Roberto Zandonella                      | Autriche Reinhold Durnthaler Josef Eder Herbert Gruber Erwin Thaler                                                                 | Suisse Hans Candrian Walter Graf Willi Hofmann Jean Wicki                                                                             |
| Sapporo 1972                           | Suisse Werner Camichel Edy Hubacher Hans Leutenegger Jean Wicki                             | Italie Gianni Bonichon Corrado dal Fabbro Nevio De Zordo Adriano Frassinelli                                                        | Allemagne de l'Ouest Stefan Gaisreiter Walter Steinbauer Peter Utzschneider Wolfgang Zimmerer                                         |
| Innsbruck 1976                         | Allemagne de l'Est Jochen Babock Bernhard Germeshausen Bernhard Lehmann Meinhard Nehmer     | Suisse Rico Freiermuth Silvio Giobellina Urs Salzmann Heinz Stettler                                                                | Allemagne de l'Ouest Bodo Bittner Manfred Schumann Peter Utzschneider Wolfgang Zimmerer                                               |
| Lake Placid 1980                       | Allemagne de l'Est Hans-Jürgen Gerhardt Bernhard Germeshausen Bogdan Musiol Meinhard Nehmer | Suisse Rico Freiermuth Silvio Giobellina Urs Salzmann Heinz Stettler                                                                | Allemagne de l'Est Andreas Kirchner Detlef Richter Horst Schönau Roland Wetzig                                                        |
| Sarajevo 1984                          | Allemagne de l'Est Wolfgang Hoppe Andreas Kirchner Dietmar Schauerhammer Roland Wetzig      | Allemagne de l'Est Bernhard Lehmann Bogdan Musiol Ingo Voge Eberhard Weise                                                          | Suisse Rico Freiermuth Silvio Giobellina Urs Salzmann Heinz Stettler                                                                  |
| Calgary 1988                           | Suisse Ekkehard Fasser Marcel Fässler Kurt Meier Werner Stocker                             | Allemagne de l'Est Wolfgang Hoppe Bogdan Musiol Dietmar Schauerhammer Ingo Voge                                                     | Union soviétique Jānis Ķipurs Vladimir Kozlov Guntis Osis Juris Tone                                                                  |
| Albertville 1992                       | Autriche Ingo Appelt Gerhard Haidacher Thomas Schroll Harald Winkler                        | Allemagne René Hannemann Wolfgang Hoppe Axel Kühn Bogdan Musiol                                                                     | Suisse Donat Acklin Kurt Meier Lorenz Schindelholz Gustav Weder                                                                       |
| Lillehammer 1994                       | Allemagne Karsten Brannasch Harald Czudaj Olaf Hampel Alexander Szelig                      | Suisse Donat Acklin Kurt Meier Domenico Semeraro Gustav Weder                                                                       | Allemagne Carsten Embach René Hannemann Ulf Hielscher Wolfgang Hoppe                                                                  |
| Nagano 1998                            | Allemagne Olaf Hampel Marco Jakobs Christoph Langen Markus Zimmermann                       | Suisse Markus Nüssli Marcel Rohner Beat Seitz Markus Wasser                                                                         | France Emmanuel Hostache Éric le Chanony Bruno Mingeon Max Robert Grande-Bretagne Paul Attwood Sean Olsson Courtney Rumbolt Dean Ward |
| Salt Lake City 2002                    | Allemagne Carsten Embach Enrico Kühn Kevin Kuske André Lange                                | États-Unis Todd Hays Garrett Hines Randy Jones Bill Schuffenhauer                                                                   | États-Unis Mike Kohn Doug Sharp Brian Shimer Dan Steele                                                                               |
| Turin 2006                             | Allemagne René Hoppe Kevin Kuske André Lange Martin Putze                                   | Russie Filipp Egorov Alexeï Seliverstov Aleksey Voyevoda Aleksandr Zubkov                                                           | Suisse Martin Annen Cédric Grand Beat Hefti Thomas Lamparter                                                                          |
| Vancouver 2010 (Résultats détaillés)   | États-Unis Steven Holcomb Steve Mesler Justin Olsen Curtis Tomasevicz                       | Allemagne Kevin Kuske André Lange Martin Putze Alexander Rödiger                                                                    | Canada David Bissett Lascelles Brown Chris Le Bihan Lyndon Rush                                                                       |
| Sotchi 2014 (Résultats détaillés)      | Lettonie Oskars Melbārdis Arvis Vilkaste Daumants Dreiškens Jānis Strenga                   | États-Unis Steven Holcomb Steven Langton Curtis Tomasevicz Christopher Fogt                                                         | Grande-Bretagne John James Jackson Stuart Benson Bruce Tasker Joel Fearon                                                             |
| Pyeongchang 2018 (Résultats détaillés) | Allemagne Francesco Friedrich Candy Bauer Martin Grothkopp Thorsten Margis                  | Corée du Sud Jun Jung-lin Kim Dong-hyun Seo Young-woo Won Yun-jong Allemagne Eric Franke Kevin Kuske Alexander Rödiger Nico Walther | - |
| Pékin 2022 (Résultats détaillés)       | Allemagne Francesco Friedrich Candy Bauer Thorsten Margis Alexander Schüller                | Allemagne Johannes Lochner Florian Bauer Christopher Weber Christian Rasp                                                           | Canada Justin Kripps Ryan Sommer Cameron Stones Ben Coakwell                                                                          |

## Compétition féminine

### Monobob
| Édition                          | Or                      | Argent             | Bronze                   |
| -------------------------------- | ----------------------- | ------------------ | ------------------------ |
| Pékin 2022 (Résultats détaillés) | Kaillie Humphries (USA) | Elana Meyers (USA) | Christine de Bruin (CAN) |

### Bob à deux
| Édition                                | Or                                             | Argent                                        | Bronze                                      |
| -------------------------------------- | ---------------------------------------------- | --------------------------------------------- | ------------------------------------------- |
| Salt Lake City 2002                    | États-Unis Jill Bakken Vonetta Flowers         | Allemagne Ulrike Holzner Sandra Prokoff       | Allemagne Susi Erdmann Nicole Herschmann    |
| Turin 2006                             | Allemagne Sandra Kiriasis Anja Schneiderheinze | États-Unis Valerie Fleming Shauna Rohbock     | Italie Jennifer Isacco Gerda Weissensteiner |
| Vancouver 2010 (Résultats détaillés)   | Canada Kaillie Humphries Heather Moyse         | Canada Shelley-Ann Brown Helen Upperton       | États-Unis Elana Meyers Erin Pac            |
| Sotchi 2014 (Résultats détaillés)      | Canada Kaillie Humphries Heather Moyse         | États-Unis Elana Meyers Lauryn Williams       | États-Unis Aja Evans Jamie Greubel          |
| Pyeongchang 2018 (Résultats détaillés) | Allemagne Lisa Buckwitz Mariama Jamanka        | États-Unis Lauren Gibbs Elana Meyers          | Canada Phylicia George Kaillie Humphries    |
| Pékin 2022 (Résultats détaillés)       | Allemagne Laura Nolte Deborah Levi             | Allemagne Mariama Jamanka Alexandra Burghardt | États-Unis Elana Meyers Sylvia Hoffman      |

## Athlètes les plus médaillés en bobsleigh
Hommes
| Athlète             | Nation                         | Editions             | Poste * | Or | Argent | Bronze | Total |
| ------------------- | ------------------------------ | -------------------- | ------- | -- | ------ | ------ | ----- |
| Bogdan Musiol       | Allemagne de l'Est Allemagne   | 1980–1994            | B       | 1  | 5      | 1      | 7     |
| Kevin Kuske         | Allemagne                      | 2002–2018            | B       | 4  | 2      | 0      | 6     |
| Wolfgang Hoppe      | Allemagne de l'Est Allemagne   | 1984–1994            | P       | 2  | 3      | 1      | 6     |
| Eugenio Monti       | Italie                         | 1956, 1964–1968      | P       | 2  | 2      | 2      | 6     |
| André Lange         | Allemagne                      | 2002–2010            | P       | 4  | 1      | 0      | 5     |
| Fritz Feierabend    | Suisse                         | 1936, 1948–1952      | B/P     | 0  | 3      | 2      | 5     |
| Francesco Friedrich | Allemagne                      | 2018–2022            | P       | 4  | 0      | 0      | 4     |
| Thorsten Margis     | Allemagne                      | 2018-2022            | B       | 4  | 0      | 0      | 4     |
| Meinhard Nehmer     | Allemagne de l'Est             | 1976–1980            | P       | 3  | 0      | 1      | 4     |
| Donat Acklin        | Suisse                         | 1988–1994            | B       | 2  | 1      | 1      | 4     |
| Gustav Weder        | Suisse                         | 1988–1994            | P       | 2  | 1      | 1      | 4     |
| Markus Zimmermann   | Allemagne                      | 1992–2002            | B       | 2  | 1      | 1      | 4     |
| Christoph Langen    | Allemagne de l'Ouest Allemagne | 1988–1992, 1998–2002 | B/P     | 2  | 0      | 2      | 4     |
| Joseph Benz         | Suisse                         | 1976–1980            | B       | 1  | 2      | 1      | 4     |
| Bernhard Lehmann    | Allemagne de l'Est             | 1976, 1984–1988      | B/P     | 1  | 2      | 1      | 4     |
| Erich Schärer       | Suisse                         | 1976–1980            | P       | 1  | 2      | 1      | 4     |
| Wolfgang Zimmerer   | Allemagne de l'Ouest           | 1968–1976            | P       | 1  | 1      | 2      | 4     |
| Beat Hefti          | Suisse                         | 2002–2014            | B/P     | 0  | 1      | 3      | 4     |

Femmes
| Athlète                   | Nation             | Editions  | Poste * | Or | Argent | Bronze | Total |
| ------------------------- | ------------------ | --------- | ------- | -- | ------ | ------ | ----- |
| Kaillie Humphries         | Canada/ États-Unis | 2010–2022 | P       | 3  | 0      | 1      | 4     |
| Elana Meyers Taylor       | États-Unis         | 2010–2022 | B/P     | 0  | 3      | 2      | 5     |
| Heather Moyse             | Canada             | 2006–2018 | B       | 2  | 0      | 0      | 2     |
| Sandra Kiriasis (Prokoff) | Allemagne          | 2002–2014 | P       | 1  | 1      | 0      | 2     |

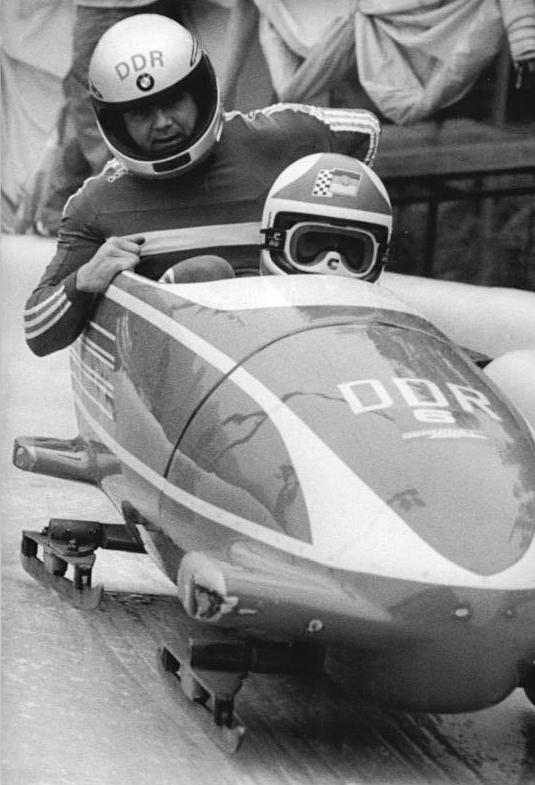
Le pousseur Est-Allemand Bogdan Musiol a participé à cinq Jeux d'hiver et a gagné un record de 7 médailles dont l'or en 1980.

* Poste : B pour « Brakeman » (pousseur/freineur), P pour Pilote, B/P pour les athlètes qui ont successivement tenu les deux postes aux Jeux.

## Athlètes les plus titrés en bobsleigh
Listes des 10 meilleurs athlètes par nombre de victoires. En gras, ceux qui sont en activité et le plus haut total selon les métaux.

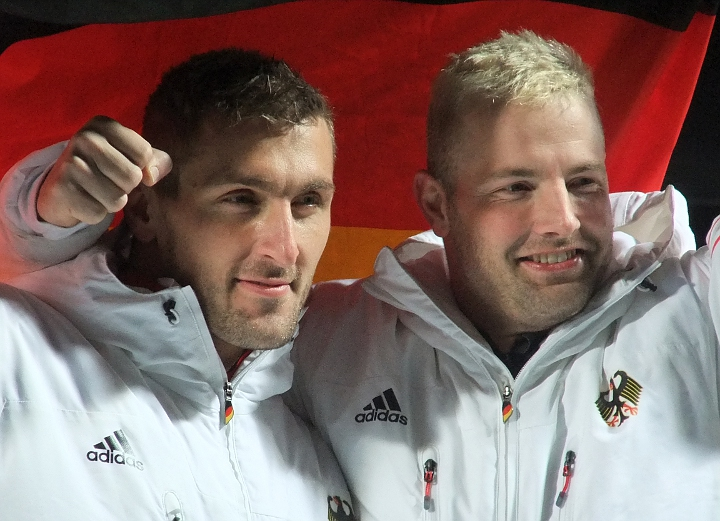
In 2002-2010, les Allemands Kevin Kuske (pousseur, à gauche) et André Lange (pilote, à droite) ont gagné ensemble cinq médailles olympiques, avec un record de quatre or et un argent. En 2018, Kevin Kuske a gagné une médaille d'argent supplémentaire pour devenir le plus décoré des athlètes en bobsleigh aux Jeux. En 2002, le pilote Francesco Friedrich et le pousseur Thorsten Margis égalent leur record de quatre titres

### Hommes

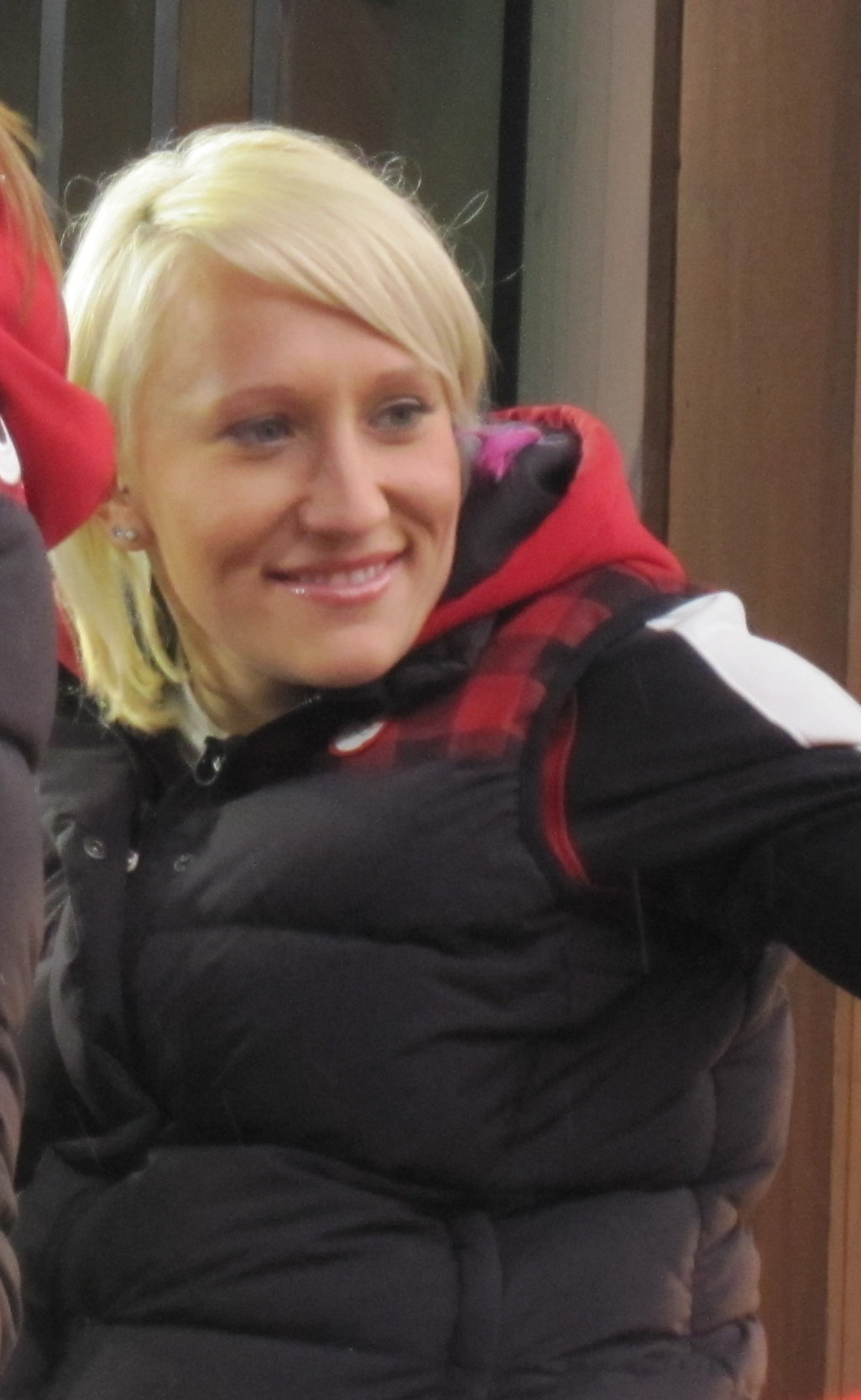
La pilote canadienne Kaillie Humphries est la plus décorée de son sport aux Jeux d'hiver. En 2010 et en 2014, avec Heather Moyse Elle signe un doublé. En 2018 Kaillie Humphries remporte le bronze en tandem avec Phylicia George et en 2022, elle gagne la nouvelle épreuve du Monobob

| Rang | Athlète               | Nation                       | De   | À    | Or | Argent | Bronze | Total | Poste * |
| ---- | --------------------- | ---------------------------- | ---- | ---- | -- | ------ | ------ | ----- | ------- |
| 1    | Kevin Kuske           | Allemagne                    | 2002 | 2018 | 4  | 2      | -      | 6     | B       |
| 2    | André Lange           | Allemagne                    | 2002 | 2010 | 4  | 1      | -      | 5     | P       |
| 3    | Francesco Friedrich   | Allemagne                    | 2018 | 2022 | 4  | -      | -      | 4     | P       |
| 3    | Thorsten Margis       | Allemagne                    | 2018 | 2022 | 4  | -      | -      | 4     | B       |
| 5    | Bernhard Germeshausen | Allemagne de l'Est           | 1976 | 1980 | 3  | 1      | -      | 4     | B/P     |
| 6    | Meinhard Nehmer       | Allemagne de l'Est           | 1976 | 1980 | 3  | -      | 1      | 4     | P       |
| 7    | Wolfgang Hoppe        | Allemagne de l'Est Allemagne | 1984 | 1994 | 2  | 3      | 1      | 6     | P       |
| 8    | Eugenio Monti         | Italie                       | 1956 | 1968 | 2  | 2      | 2      | 6     | P       |
| 9    | Donat Acklin          | Suisse                       | 1992 | 1994 | 2  | 1      | 1      | 4     | B       |
| 9    | Gustav Weder          | Suisse                       | 1992 | 1994 | 2  | 1      | 1      | 4     | P       |
| 9    | Markus Zimmermann     | Allemagne                    | 1992 | 2002 | 2  | 1      | 1      | 4     | B       |
| 12   | Dietmar Schauerhammer | Allemagne de l'Est           | 1984 | 1988 | 2  | 1      | -      | 3     | B       |
| 13   | Candy Bauer           | Allemagne                    | 2018 | 2022 | 2  |        |        | 2     | B       |

#### Femmes
| Rang | Athlète                   | Nation     | De   | À    | Or | Argent | Bronze | Total | Poste * |
| ---- | ------------------------- | ---------- | ---- | ---- | -- | ------ | ------ | ----- | ------- |
| 1    | Kaillie Humphries         | Canada     | 2010 | 2022 | 3  | -      | 1      | 4     | P       |
| 2    | Heather Moyse             | Canada     | 2010 | 2014 | 2  | -      | -      | 2     | B       |
| 3    | Sandra Kiriasis (Prokoff) | Allemagne  | 2002 | 2006 | 1  | 1      | -      | 2     | P       |
| 4    | Jill Bakken               | États-Unis | 2002 | 2002 | 1  | -      | -      | 1     | P       |
| 4    | Lisa Buckwitz             | Allemagne  | 2018 | 2018 | 1  | -      | -      | 1     | B       |
| 4    | Vonetta Flowers           | États-Unis | 2002 | 2002 | 1  | -      | -      | 1     | B       |
| 4    | Mariama Jamanka           | Allemagne  | 2018 | 2022 | 1  | 1      | -      | 2     | P       |
| 4    | Anja Schneiderheinze      | Allemagne  | 2006 | 2006 | 1  | -      | -      | 1     | B       |
| 9    | Elana Meyers Taylor       | États-Unis | 2010 | 2022 | -  | 3      | 2      | 5     | B/P     |
| 10   | Shelley-Ann Brown         | Canada     | 2010 | 2010 | -  | 1      | -      | 1     | B       |
| 10   | Valerie Fleming           | États-Unis | 2006 | 2006 | -  | 1      | -      | 1     | B       |
| 10   | Lauren Gibbs              | États-Unis | 2018 | 2018 | -  | 1      | -      | 1     | B       |
| 10   | Ulrike Holzner            | Allemagne  | 2002 | 2002 | -  | 1      | -      | 1     | B       |
| 10   | Shauna Rohbock            | États-Unis | 2006 | 2006 | -  | 1      | -      | 1     | P       |
| 10   | Helen Upperton            | Canada     | 2010 | 2010 | -  | 1      | -      | 1     | P       |
| 10   | Lauryn Williams           | États-Unis | 2014 | 2014 | -  | 1      | -      | 1     | B       |

* Poste : B pour « Brakeman » (pousseur/freineur), P pour Pilote, B/P pour les athlètes qui ont successivement tenu les deux postes aux Jeux. En gras, les athlètes en activité et médaillés en 2022.